# 꼼치
꼼치는 꼼치과에 속하는 물고기이다. 몸길이 36-45cm이고 몸이 대단히 부드럽고 물렁한 것이 특징이다. 배지느러미는 빨판화되어 있고 머리는 폭이 넓으며 몸빛은 청색 또는 담자갈색에 꼬리지느러미 중앙부에 하나의 흰색 무늬가 있다. 등지느러미·뒷지느러미·꼬리지느러미는 연속되어 있다. 겨울철에 산란하고 북서태평양의 황해와 동중국해, 동해, 오호츠크해, 일본의 태평양 해안부터 쿠릴열도 북쪽까지 분포한다. 식용 또는 비료로 이용된다.